# Pterogorgia citrina
Pterogorgia citrina is een zachte koraalsoort uit de familie Gorgoniidae. De koraalsoort komt uit het geslacht Pterogorgia. Pterogorgia citrina werd in 1792 voor het eerst wetenschappelijk beschreven door Esper. 